# Marloes Oldenburg
Pour les articles homonymes, voir Oldenburg.
Marloes Oldenburg, née le 9 mars 1988 à La Haye, est une rameuse néerlandaise, championne olympique en 2024.

## Carrière
Elle a fait des études à l'Université de Groningue.
En octobre 2022, alors qu'elle est en vacances en Autriche, elle fait une mauvaise chute en VTT . Transportée d'urgence à l'hôpital de Salzbourg, on lui diagnostique une vertèbre cervicale de cassée et doit être opérée, une opération dangereuse avant laquelle les médecins lui annoncent qu'elle peut ne pas y survivre ou finir paralysée. Après l'opération de six heures, Oldenburg ne peut plus bouger les jambes et mets un mois avant de pouvoir remarcher. Finalement, douze semaines plus tard, elle recommence l'entraînement.
En mai 2023, elle revient au plus haut niveau en ramenant le bronze en quatre sans barreur avec Benthe Boonstra, Hermijntje Drenth et Tinka Offereins lors des championnats d'Europe. Quelques mois plus tard, elle remporte l'or aux Mondiaux dans la course. En août 2024, aux Jeux olympiques d'été de 2024, le bateau néerlandais du quatre sans barreur remporte la médaille d'or, battant les Britanniques pour 0,18 secondes.

## Palmarès

### Jeux olympiques
- Jeux olympiques d'été de 2024 à Paris :
  -  médaille d'or en quatre sans barreur

### Championnats du monde
- Championnats du monde 2023 à Belgrade :
  -  médaille d'or en quatre sans barreur
- Championnats du monde 2022 à Račice :
  -  médaille d'argent en quatre sans barreur
  -  médaille d'argent en huit

### Championnats d'Europe
- Championnats d'Europe 2017 à Račice :
  -  médaille d'argent en deux de couple
- Championnats d'Europe 2018 à Glasgow :
  -  médaille de bronze en huit
- Championnats d'Europe 2021 à Varèse :
  -  médaille d'argent en huit
- Championnats d'Europe 2022 à Oberschleißheim :
  -  médaille de bronze en huit
- Championnats d'Europe 2023 à Bled :
  -  médaille de bronze en deux sans barreur